# Resguardo indígena
El Resguardo és una institució legal sociopolítica d'origen colonial espanyol a Amèrica, conformada per un territori reconegut d'una comunitat d'ascendència ameríndia, amb títol de propietat inalienable, col·lectiu o comunitària, regit per un estatut especial autònom, amb pautes i tradicions culturals pròpies. Aquesta institució va ser mantinguda per algunes repúbliques independitzades de l'Imperi Espanyol i és reconeguda plenament a Colòmbia, vegeu Resguards Indígenes de Colòmbia.

## Origen
Va sorgir el resguard per la necessitat de disposar de mà d'obra i de provisió d'aliments, per la qual cosa la legislació espanyola va procurar limitar l'explotació dels indígenes i el lliurament de terres als conqueridors, de manera que es mantingués als indígenes en el cultiu. En la mesura en què la relació de l'indígena amb la terra estava mediada per la comunitat, van procurar estructurar la vida dels poblats o reducciones d'indígenes sobre la base dels Resguards, reconeguts simultàniament amb les encomiendas i les mitas que disposaven de la mà d'obra per a les hisendas i les mines i amb les reparticions de terres en benefici dels colonitzadors.

## Característiques
El Resguard com a unitat territorial i econòmica estava integrat pels voltants de cada poblat o reducció indígena i com a bé seent era en conjunt inalienable, però per a l'usdefruit es diferenciava d'una banda entre les terres que es distribuïen a cens entre famílies, i per una altra, les d'aprofitament comunal i altres que eren conreades en benefici de la col·lectivitat, per torns denominats «Obligacions». Les caixes de censos de la comunitat es nodrien no sols d'ingressos agropecuaris obtinguts en les terres treballades pel sistema d'Obligacions, sinó mitjançant els obrajes —telers col·lectius que funcionaven en els poblats i que servien per a comercialitzar inputs i vestir la comunitat— per a vendre fils, teles, mantes i altres vestimentes. Amb les caixes s'atenia les necessitats bàsiques d'orfes, vídues, invàlids i ancians. La legislació colonial i la republicana va imposar tributs i obligacions diferents a les caixes. Un cacic o un governador, era reconegut com a autoritat principal de cada Resguard i era el responsable de l'ordre intern.
El nom de "resguard" pròpiament dit es va utilitzar en la Nova Granada. El concepte era atípic, fins i tot dins de la terminologia hispanoamericana colonial, encara que no així l'assignació de terres a les diverses comunitats aborígens. També se'l coneixia amb altres noms com el de fundo legal (al Virregnat de Nova Espanya), terra de comunitat, reserva indígena (molt utilitzat en l'actual República Argentina) o el de reserva índia (terme més utilitzat a l'Amèrica anglosaxona, i traduïda de l'anglès: "indian reservation" que abasta en l'actualitat territoris molt més extensos).

## Conseqüències
Es van constituir amb tot just una part dels territoris tradicionals dels pobles indígenes, generalment fora de les terres planes de qualitat agrícola, les quals van ser reservades per a les hisendas dels colonitzadors. Després de constituïts, els indígenes van sofrir successivament noves despulles territorials, que es van repetir després de la independència de les repúbliques hispanoamericanes; molts van ser declarats vacants perquè les comunitats suposadament havien deixat d'existir i la legislació va propiciar la seva dissolució, divisió, repartició i titulació individual, bé fora per la voluntat de la comunitat o dels comuners o per mera ordre de la llei.
La lluita de l'indígena per la terra del Resguard va ser al mateix temps la lluita per conservar la forma col·lectiva de propietat sobre ella,per la qual cosa els moviments indígenes del segle xx van reivindicar i en alguns casos van obtenir la recuperació dels Resguards i inclusivament la constitució de nous, en els territoris indígenes on no s'havia reconegut la propietat col·lectiva dels respectius pobles. Les noves Constitucions Polítiques i les seves reformes que reconeixen la propietat col·lectiva i la seva inalienabilitat, així com el Conveni 169 de l'Organització Internacional del Treball que ordena reconèixer als pobles indígenes la propietat de les terres que tradicionalment ocupen (article 14), han afavorit el sorgiment de nous Resguards i la defensa dels d'origen colonial.